# Biscarri
Biscarri es una entidad de población del antiguo término de Benavent de Tremp, actualmente perteneciente al de Isona y Conca Dellá. Ha sido siempre la entidad de población con más habitantes de ese término, a pesar de ser la segunda en importancia. El pueblo viejo estaba situado a 939 metros de altitud y era en un territorio conocido por la bondad y abundancia de sus fuentes. Este debe ser el motivo de su antiguo poblamiento, históricamente el más importante del término.
El municipio de Biscarri fue creado en 1812 a partir de las disposiciones de la Constitución de Cádiz , aparte del de Benavent de Tremp, y formaron dos ayuntamientos separados , que se unieron en febrero de 1847, al aplicarse las disposiciones que suprimían los ayuntamientos con menos de 30 vecinos (cabezas de familia). En el decreto del Boletín Oficial de la provincia de Lérida donde aparecen las agrupaciones, sin embargo, es Benavent de Tremp quien se agrega a Biscarri, que consta como jefe del distrito municipal. Esta situación, con Biscarri de cabeza de distrito municipal, se alarga hasta el año 1858, en que en la mayoría de documentos aparece ya Benavent de Tremp como nombre del ayuntamiento. Entre 1854 y 1858 aparecen alternativamente ambos pueblos, en carácter de ayuntamiento, y en una ocasión, aparecen los dos a la vez, separados con un guion.

## Población
Presenta dos núcleos principales, ambos dispersos, de manera que no llegan a formar ni plaza ni calle: Biscarri Viejo y la zona de cerca de la carretera, que se menciona simplemente como Biscarri En el extremo noroeste se encuentran las ruinas del pueblo viejo, en el entorno de la iglesia románica de San Andrés de Biscarri, que constituía parroquia propia. Actualmente, como el resto de parroquias del actual municipio, y del vecino de Abella de la Conca, depende del rector de Isona. Pertenece, pues, al obispado de Urgel, dentro de la arciprestazgo de Tremp.

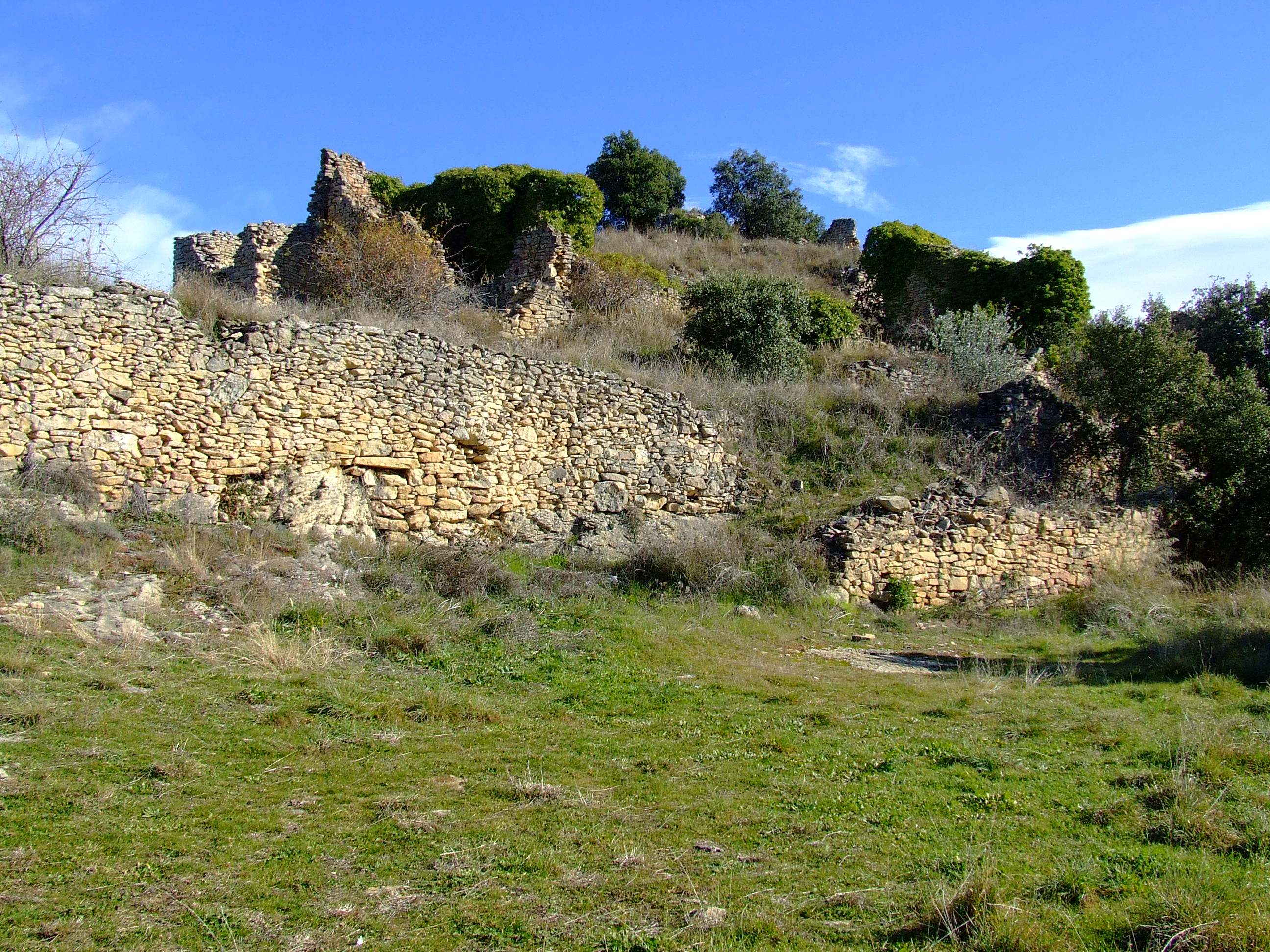
Restos del pueblo viejo de Biscarri.

El pueblo viejo, actualmente un montón de ruinas donde, sin embargo, aún se pueden reconocer casas y calles, formaba una villa cerrada, con dos puertas: una un poco por debajo del nivel de la iglesia, y otra un poco más arriba, en la misma cresta. En el interior, un par de calles principales con diferentes ramificaciones conducía a las casas que lo constituían. En lo alto, el antiguo castillo, del que queda muy poca cosa, que en los últimos tiempos debió de estar habitado y debía ser una casa más del pueblo.

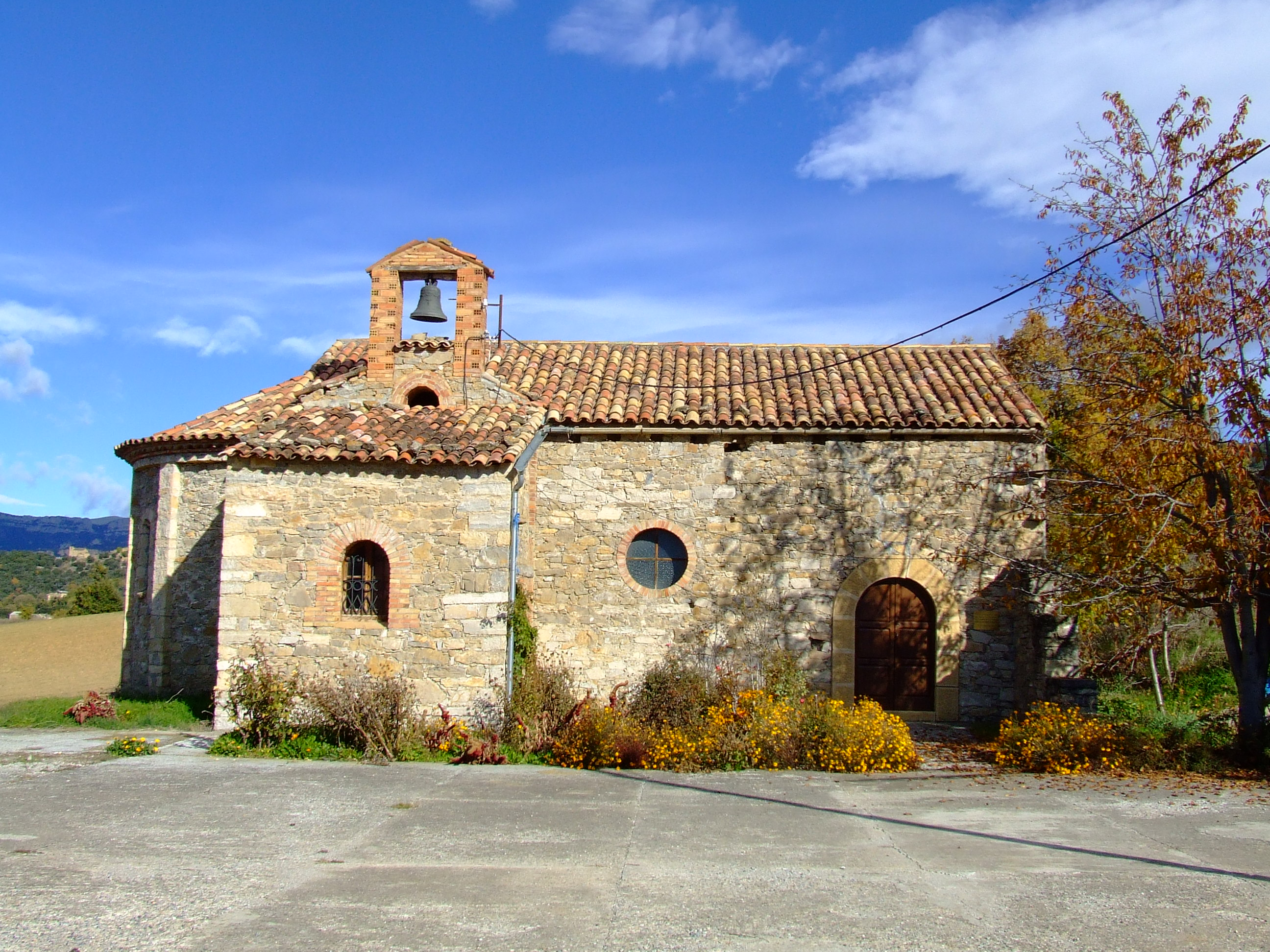
La iglesia parroquial nueva de Biscarri.

Tiene repartidas sus casas por una zona muy amplia. En el extremo noroeste de la sierra donde está asentado el pueblo, cerca del Tossal de la Pinyella, está la iglesia parroquial antigua, San Andrés, y ante ella, los restos del antiguo pueblo de Biscarri. Más al sur y un poco a levante hay se encuentra Cal Bàrio, Cal Manel y las casas establecidas en el Serrat dels Estevenets y la Solana del Cucuc. Más abajo, Cal Ton de Bàrio, Cal Savina y Cal Borrell; aún más abajo, enlazando ya con el Biscarri nuevo, Cal Llobet y Ca l'Abelló. En el Biscarri nuevo, encontramos el Café de Biscarri, en la carretera mismo (donde está la parada del autobús), Cal Cinto, Cal Ferrer, la Cabaña del Serni, la Cabaña del Carlos, Cal Ros, Cal Riambau, Cal Bertran, Cal Tató, Cal Turumba, Cal Rat... y, más desplazada hacia el norte, la Cabaña del Bàrio. Hacia poniente, en el lugar donde previsiblemente había estado la iglesia de San Pedro, Cal Basturs, Cal Solsona, Cal Tronxet, Cal Arán, Ca l'Erola, Cal Perot...

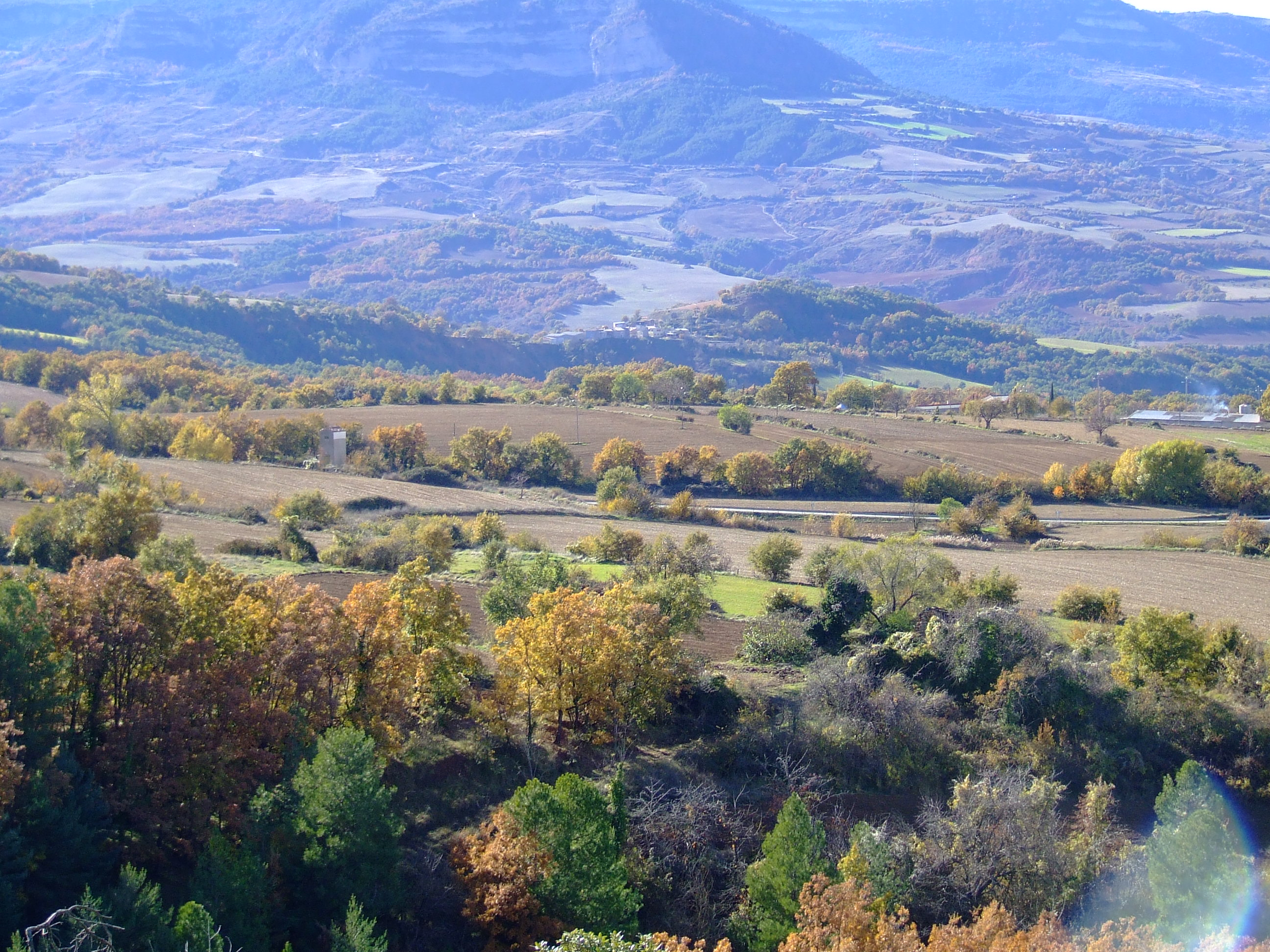
El plano de San Pedro, en Biscarri.

También había habido otra entidad de población a Biscarri, al suroeste del pueblo actual. Se conservan algunos restos de la iglesia de San Pedro, alrededor del cual se formó este núcleo. Actualmente no queda nada, aparte del topónimoSierra de San Pedro, a poniente de Ca l'Aran, en el lugar donde la carretera hace un doble curva en descenso muy pronunciado.
De poblamiento disperso, en 1900 constan 47 edificios con 191 habitantes. En 1079 este pueblo había sido dado por conde de Urgell Ermengol de Gerp los condes de Pallars, Ramon y Valencia, y su hijo Arnau . El 1831 es mencionado dentro del corregimiento de Talarn, con 237 habitantes. Era señorío del Capítulo de canónigos de Seo de Urgel.
Durante el siglo XX, después de la Guerra civil española, se construyó una nueva iglesia parroquial de San Andrés, más cerca de los dos principales núcleos de población del pueblo, ya que la antigua quedaba al extremo de poniente, sin casas en su entorno. Además de la iglesia de San Andrés, el pueblo de Biscarri tiene su origen en su castillo. También había tenido la iglesia de San Pedro, de la cual se ignora su emplazamiento, y sólo se sabe que en 1080 fue dada como dote al monasterio de Santa Cecília d'Elins, en el momento de la consagración de este monasterio.

## Historia
En el pueblo de Biscarri hay algunos restos que nos remontan a tiempos muy antiguos. Se encuentra una punta de lanza de bronce, conservada en la colección Sala Moles, de Vich. Además, en Cal Basturs se conserva un fragmento de inscripción romana.
El 1079 este pueblo había sido dado por conde de Urgel Ermengol de Gerp a los condes de Pallars, Ramon y Valencia, y su hijo Arnau .
El 1831 está mencionado dentro del corregimiento de Talarn, con 237 habitantes. Era señorío del Capítulo de canónigos de la Seo de Urgel. De poblamiento disperso, en 1900 constan 47 edificios con 191 habitantes.
A mediados del siglo XIX Biscarri recibió la visita de los colaboradores de Pascual Madoz, el cual, en su Diccionario, dice de este pueblo:

bien ventilado por los vientos del sur y del oeste, tiene un clima saludable. Tiene 25 casas bajas y de mala construcción, distribuidas en calles empinadas, pero de figura regular, y algunas masías dispersas por el término. Tiene 14 vecinos (cabezas de familia) y 80 almas (habitantes).

Durante la Guerra civil española el pueblo viejo quedó casi totalmente destruido, debido a que se encontraba justo en el límite de las defensas del ejército republicano, en un frente que quedó estabilizado, con seguidos bombardeos desde el bando franquista, durante casi un año. Las ruinas del pueblo viejo están todavía visibles, al abrigo de la iglesia románica de San Andrés.
El pueblo ya había sufrido un proceso de abandono progresivo a lo largo del primer tercio del siglo XX, de modo que en 1936 ya no vivía prácticamente nadie. Como las casas todavía estaban bien y sus tejados, fueron ocupadas por los fugitivos del frente de guerra, principalmente de Isona, y fue en 1938 cuando recibió directamente las consecuencias del duro enfrentamiento bélico que tuvo como escenario la Conca Dellà.

## Lugares de interés
- Iglesia de San Andrés de Biscarri
- Castillo de Biscarri

## Fiestas y tradiciones
Biscarri era lo suficientemente rico en tradiciones, la mayor parte ligadas con la práctica religiosa. Por un lado, la antigua iglesia de San Andrés, aunque permaneció abandonada, acogía dos veces al año fiestas con mucha asistencia: por ejemplo, la de la Santa Cruz, actualmente pasada al segundo domingo de mayo, cuando se reunían para la bendición del término parroquial y celebrar un concurrido almuerzo popular.
Por San Andrés, patrón del pueblo, se celebraba la Fiesta Mayor pequeña. Se cantaban los gozos dedicados a San Andrés. La Fiesta Mayor es el cuarto domingo de septiembre.
Además, se celebraban dos encuentros, fuera del término, pero muy concurridos por los de Basturs: la Pascua pequeña en la iglesia del Buen Reposo, y la romería de la Posa, el 20 de enero.
El Carnaval también se celebraba con bastante lucimiento, con un gran comida colectiva y la consiguiente fiesta, para la que se había hecho una recaudación previamente, pasando casa por casa sobre todo la gente joven con un burro para reunir lo que se tenía que comer en la comida popular.
Biscarri entraría, además, en los circuitos de la Cataluña mágica: existe el rumor de la presencia del diablo en El Pedró (el lugar desde donde se bendice el término). Un buen día, al hacer la bendición el sacerdote, se levantó una llamarada con olor a azufre del lugar, el mismo Pedró, donde alguien había dejado un cordero que había encontrado por el camino: era el mismo demonio, que se hacía pasar por un animal inocente.
También se habla de la existencia de brujas, que tuvieron que ser expulsadas con la construcción de una capilla. Y, además, la abundancia de fuentes en los entornos de Biscarri hizo posible las leyendas de las encanto o mujeres de agua, que vivían en unas cuevas encima del pueblo, y, aunque no eran malas, eran capaces de lanzar terribles maldiciones si los humanos actuaban mal, y de gran generosidad si lo hacían de forma caritativa.

## Servicios turísticos
Biscarri tenía el único restaurante del antiguo término de Benavent de la Conca: el restaurante Cal Basturs (grafiado erróneamente como Cal Bastús), pero cerró en 2007. Aparte de este restaurante cerrado, en Cal Ros de Biscarri hay una casa de alojamiento rural.

## Comunicaciones
Cruza por medio de Biscarri la carretera C-1412b (Ponts - Tremp), que une el Pallars Jussá con La Noguera, hacia el sureste, y conduce a la cabeza de comarca, Tremp, hacia el oeste.
Ninguna otra carretera discurre por Biscarri. Sí, en cambio, algunas pistas en buen estado, algunas asfaltadas, que conducen a Gramenet, Covet, Merea, antiguo pueblo de Biscarri, etcétera.
En cuanto a medios de transporte público, Biscarri cuenta con parada del autobús de la línea Barcelona-Puebla de Segur, con un servicio al día en dirección a Barcelona, por la mañana temprano, y otro a media tarde en dirección a Puebla de Segur. También pasa la línea Barcelona-eth Pont de Rei, con dos coches a media mañana en dirección al Valle de Arán (uno de ellos tiene final de trayecto en Esterri de Aneu), y dos a primera hora de la tarde hacia Barcelona.